# Melanarctia occendeni
Melanarctia occendeni là một loài bướm đêm thuộc phân họ Arctiinae, họ Erebidae.